# Теория функций (музыка)
Теория функций, также функциональная теория (нем. Funktionstheorie) в теории музыки — учение о специфических значениях аккордов в классико-романтической тональности. Внедрена и разработана в трудах немецкого музыковеда Гуго Римана (впервые в его книге «Упрощённая гармония», опубликованной в 1893 году).

## Краткая характеристика
Разрабатывая собственную теорию тональных функций, Риман опирался на идеи Ж. Ф. Рамо и теорию «гармонического дуализма» А. фон Эттингена.
Согласно Риману, функция — это гармоническое значение аккорда в пределах одной тональности. Таким образом, функция в понимании Римана — то же самое, что ладовая функция классико-романтической тональности или, точнее, тональная функция. Среди множества входящих в тональность гармоний (аккордов) выделяются «три столпа логико-гармонической структуры — столп собственно тоники и обеих её доминант», то есть доминанта и субдоминанта («drei Hauptsäulen des harmonisch-logischen Aufbaues: der Tonika selbst und ihrer beiden Dominanten»). Тоника, субдоминанта и доминанта — «единственно существенные гармонии», к ним может быть сведена всякая тональная музыка, как бы сложны и запутаны ни были гармонические отношения.
Функциональная теория получила мощное развитие во всём мире, особенно в Германии — в трудах Германа Грабнера (1923, 1944), Вильгельма Малера (1931) и (его ученика) Дитера де ла Мотта (1981). В России функциональную теорию Римана существенно дополнили Ю. Н. Тюлин и Ю. Н. Холопов.

## Теория функций в России
Ю. Н. Холопов расширил понятие функции, выведя его за пределы «классического» понимания. В его учении о гармонии излагается более общее, универсальное понимание функции как системного значения звуков и созвучий не только в мажорно-минорной тональности, но и вообще в ладу (так называемые «ладовые функции»), во всякой звуковысотной системе. По мере эволюции музыки в XX веке и ухода от «старой» гармонической системы всё более обнаруживается музыкально-логическая сущность понятия «функция». Если понимать функцию как смысловое значение звука или группы звуков в рамках данной ладовой системы, то такое понимание равным образом оказывается применимым и к музыке различных доклассических эпох — в том числе, по отношению к модальной музыке (в таких случаях Холопов говорит о «модальных функциях»), и вообще к любой музыке, в отношении которой можно говорить о ладе. В такой расширенной трактовке римановское понимание обобщается Холоповым как «частный и особый случай» теории гармонических функций.